# Scelotes mirus
Espèce
Statut de conservation UICN

 LC  : Préoccupation mineure
Synonymes
- Herpetosaura mira Roux, 1907

Scelotes mirus est une espèce de sauriens de la famille des Scincidae.

## Répartition
Cette espèce se rencontre en Afrique du Sud et en Eswatini.

## Publication originale
- Roux, 1907 : Beiträge zur Kenntnis der Fauna von Süd-Afrika. Ergebnisse einer Reise von Prof. Max Weber im Jahre 1894. VII. Lacertilia (Eidechsen). Zoologische Jahrbücher. Abteilung für Systematik, Geographie und Biologie der Tiere, vol. 25, p. 403-444 (texte intégral).